# 渡辺潔綱
渡辺 潔綱（わたなべ きよつな）は、江戸時代後期の大名。和泉伯太藩の第8代藩主。伯太藩渡辺家10代。

## 略歴
文化11年（1814年）、第7代藩主・渡辺則綱の次男として誕生した。
文政9年（1826年）11月15日、第11代征夷大将軍・徳川家斉に拝謁した。文政11年（1828年）11月7日、則綱の隠居により家督を相続した。同年12月16日、従五位下備中守に叙任した。後に丹後守に改めた。日光祭祀奉行を務めた。
弘化4年（1847年）5月23日、隠居し、長男の章綱に家督を譲った。隠居後、松月と称した。明治3年（1870年）4月4日、明治天皇に拝謁した。
明治9年（1876年）、死去。享年63。